# リアム・カイル・サリヴァン
リアム・カイル・サリヴァン（Liam Kyle Sullivan、1973年6月17日 - ）はマサチューセッツ州ボストン生まれのコメディアン、俳優。
これまで『ギルモア・ガールズ』や『エイト・シンプル・ルールズ』、『エイリアス』などのテレビ番組でいくつかの脇役をこなしてきた実績を持つ。だが最も知られているのは彼の作ったインターネット向けのヴィデオ作品の数々である。

## ヴィデオ作品

### "Shoes"
サリヴァン が彼の創造したキャラクター「ケリー」Kellyのために作った一曲を生かして撮り上げたヴィデオ、それが『シューズ』Shoesだった。このヴィデオは、靴を買いたくてしかたのない女の子、ケリーを中心に展開されている。（明らかに、同様な若い女の子たちをからかっているのだが）　曲の方はテクノとエレクトロクラッシュの要素を組み入れているが、ヴィデオでは幾人もの俳優とコメディアンが参加している。サリヴァン自身はケリーの役（女装）で、また彼女の父親と双子の弟、クリスも掛け持ちして演じた。
"Shoes"のミュージック・ヴィデオがスタンダップ・コメディアン、マーガレット・チョーMargaret Choの手によって脚光を浴びた後、サリヴァンの作品の評判は口コミでインターネット上に広がっていった。YouTubeで人気ヴィデオとなり、1900万もの閲覧を得て、彼の元にマスコミの注目が集まるようになった。
2007年2月17日、"Shoes"はMTVの番組『トータル・リクエスト・ライブ』でかなり刈り込まれた形で放映された。ヴィデオは1分にも満たない長さに縮小され、以下の歌詞以外は消されている。「この靴300ドルよ。この靴300ドルよ。この靴300ドルもしやがるのよ。買っちまえ！」

### "Muffins"
サリヴァンはまた2分ほどのスケッチ、『マフィンズ』Muffinsでも知られている。これは安っぽいテレビ・コマーシャルのスタイルで作られた。サリヴァンはまたも女装で、昔ながらの家庭的なパン屋のおばあちゃんに扮している。また彼女の孫、ジョニー役もこなしている。ここでおばあちゃんは、普通ならお目にかかれないような多種多様なマフィンを取り出して、広告してみせる。

### "Hard-Hitting Questions"
『手厳しい質問』Hard-Hitting Questionsはある一匹の犬とおこなったユーモラスなインタビュー・ヴィデオだ。サリヴァンはグランティ・マッケンジーという名のインタビュアーの役を受け持ち、この犬（ラズという）に簡潔だが辛らつな問いをぶつける。相手は言葉を返すことなく、首をかしげているばかり。質問はこんな調子だ。「入浴なんて、意味ないですよね？」、「あなたはうんちをしたがっているのではありませんか？」

### "Sextop 2000"
あまり知られていないサリヴァンのヴィデオに『セックストップ・2000』Sextop 2000がある。ここで彼は偽の製品プロモーションを行っているのだが、扱う商品はというと、ポルノ視聴に特化したラップトップ・パソコンである。

### "Txt Message Breakup"
〔『テキスト・メッセージで離別』Txt Message Breakup〕　これもケリーが登場するミュージック・ヴィデオで、彼女は付き合っている男から、携帯メールで別れのメッセージを送りつけられる羽目になる。ヴィデオの後半では、彼女がこの元ボーイフレンドに逆襲をかけてやり込める。サリヴァンは今回ケリーと双子の弟、父親、祖母に扮する。マーガレット・チョーがサリヴァンと一緒に登場するシーンがあり、カメオ出演だが目立っている。

### "Love Letters"
〔『ラブ・レターズ』Love Letters〕　このヴィデオではボブという名の男（声のみ、演じるのはサリヴァン）が多くのラブ・レターを4人の受取人、愛称で「愛しのカーブズ〔=炭水化物。Carbohydratesの略〕」、「愛しのフルーツ」、「愛しのヴェジタブルズ」、彼の妻の「愛しのプッシー」に宛てて書き上げている。ほとんどの手紙はボブによる朗読が付けられているが、最後のものだけは書き手でもある一人の女性、「パイ」（ボブは以前、この食品で面倒を起こしているのだ）の口から語られている。このヴィデオはYouTubeでは、性的なコンテンツであるとして「不適当」の警告が貼り付けられてしまっている。

### "Pleasant Valley Road"
このヴィデオではサリヴァンは年老いた男となって、公園にある木のもとで佇んでいる。彼は視聴者に向けて、ここ「サンタ・ローザ」の『喜ばしき谷間の小径』Pleasant Valley Roadに寄ってごらん、と誘いの言葉をかけている。それから彼は、若き日の自分とガールフレンドがここで「暖かな日和の元でのピクニック」を楽しんだことを述べ、このとき彼女に結婚を申し込んだのだ、と続ける。ガールフレンドは承知しなかった。彼は涙がこみ上げてくるのをこらえ、ヴィデオが幕を閉じるまで、いつまでも思い出に耐え続ける。

### "Relationshit"
〔『げえっとくる結びつき』Relationshit〕　一組のカップルの不安定な関係と、一緒に暮らすことへの憧れをドラマティックに歌い上げるコメディ仕立てのヴィデオである。

### "Let Me Borrow That Top"
〔『その上着、貸してちょうだい』Let Me Borrow That Top〕　ケリーの最新ヴィデオで、今回彼女は友達の上着を借りたがるのだが、拒否されてしまう。マイスペースMySpace上のケリー名義のページで、このヴィデオについて確認できる。

## レコーディングと他メディア
- 2006年7月に、サリヴァンはケリー名義でアルバム『シューズ』Shoesをリリースした。
- ケリーのキャラクターへの公式ファンサイトが出来ている。「ベッチスラップ・ドットコム」Betchslap.comという。
- サリヴァンはキャンディー菓子のスキトゥルズSkittlesのCM、「オペラを歌うウサギ」編に出演している。
- 2007年、サリヴァンはケリーに扮してザ・ドレスデン・ドールズのミュージック・ヴィデオ、『ショアーズ・オブ・カリフォルニア』に顔を出している。

## トリビア
- "Shoes"の中では居間の壁にブッシュ大統領の肖像が掛けられているが、"Txt Message Breakup"ではチェイニー副大統領とメル・ギブソンの肖像になっている。
- ケリーのラスト・ネームは"Txt Message Breakup"の始まりの部分で一部だけ示される。登場人物ヘザーが「ほんとにおいしい芋ですね、ミセス・B」というくだりがあるが、これ以上は明らかにはなっていない。
- サリヴァンは"Muffins"の中でただの二度しかまばたきをしていない。彼が「ガラスのかけらで一杯のマフィン」、それから「アスベストの入ったマフィン」と言う瞬間だ。
- マイスペース上で〔サリヴァンが扮した〕ケリーは「リアムショウ・ドットコム」〔liamshow.com　サリヴァンの個人サイト〕に新しく売り出すグッズの告知を送り、〔結局は自分宛に述べているのだが〕自作の曲"Let Me Borrow That Top"のヴィデオを作ってもよいと承認した。
- ケリーのCDで曲「ホワット・アー・ユー・ガイズ・トーキング・アバウト？」What R U guys talking about ? を歌っている歌手はマレンMarenという。彼女はマイスペース上に自分のページを持ち、自曲も載せている。
- "Shoes"冒頭部で言われるケリーの父親の言葉には、ツイステッド・シスターのミュージック・ヴィデオ、『アイ・ウォナ・ロック』と『ウィア・ノット・ゴナ・テイク・イット』で語られた親の側の言い分が引用されている。彼はケリーに向かって「いったいお前には人生をかけて追求したいものがあるのか？」と問う。
- "Txt Message Breakup"ではケリーの父親は300ドルの請求書の件を話題にするが、これは"Shoes"でケリーが300ドルで靴を一足手に入れた事柄に由来している。
- "Shoes"と"Txt Message Breakup"では、導入部に同じ背景音楽が、一部分だけ延々と繰り返されている。